# 빵집 (소프트웨어)
빵집은 대한민국의 컴퓨터 소프트웨어 개발자 양병규가 만든 압축 소프트웨어로, .zip, .alz, .egg를 비롯하여 39개의 압축 파일 포맷을 지원한다.
2015년 8월 4일 개발 및 지원을 중단하였고, 8월 12일 홈페이지가 블로그로 대체되었다. 현재는 홈페이지가 팔렸다.

## 라이선스 및 업데이트
이 프로그램의 라이선스는 프리웨어이므로 기업이나 가정 어느 곳에서나 제한 없이 자유롭게 사용할 수 있다. 현재 최신 버전은 4 Build 2270이다. 아직 버전 3에서는 윈도우 비스타와 윈도 7은 공식 지원하고 있지 않다. 2010년 6월 24일, 개발자에 의해 빵집 4가 발표되었다.
빵집 3에서 알려진 바로는 비스타에선 알아서 풀기 기능에 explorer.exe 프로세스가 초기화 되는 오류가 발생하는 것으로 알려져 있다. 이 버그는 비스타에서 탐색기 메뉴로 실행시 나타나는 창 애니메이션에 문제가 생긴 것으로 '탐색기 매뉴로 실행시 창 애니메이션 사용'옵션을 끄면 된다.

## 프로그램 기능
- 알아서 풀기 지원

이중 압축 파일 따위를 프로그램이 '자기가 알아서' 풀어주는 기능이다.
- 빵폴더

솜사탕, 만두, 햄버거 등 음식 모양 아이콘의 폴더를 만드는 기능이다.
- 스크립트 풀기

스크립트를 이용해 같은 작업을 빠르게 반복할 수 있는 기능이다.

## 지원 포맷
알집 전용 포맷인 ALZ,EGG를 포함해 39가지의 포맷을 지원한다. 또한 자체의 exe파일도 지원하고 있다.
RAR.EXE 파일을 빵집이 설치된 폴더 안에 넣어두면, RAR 형식의 파일은 RAR.EXE를 이용해 처리한다.
그렇게 하게 되면 RAR압축해제 이외에, RAR압축하기/RAR분할압축하기도 가능하게 된다.

## ALZ파문
빵집 개발자는 자신이 리버스 엔지니어링을 통해 만든 ALZ 압축 해제 라이브러리를 밤톨이 개발자가 훔쳐 썼다고 주장하고 있다.

## 버그
현재 버전 4 빌드 2270에는 파일의 수가 많은 ALZ 파일을 풀때 파일이 전부 풀리지 않는 버그가 있다. 이 버그는 공식 홈페이지에도 나와있지 않은 버그이다.

## 같이 보기
- 압축 소프트웨어의 비교